# William Mitchell (Politiker)
William Mitchell (* 19. Januar 1807 in Root, Montgomery County, New York; † 11. September 1865 in Macon, Georgia) war ein US-amerikanischer Politiker. Zwischen 1861 und 1863 vertrat er den Bundesstaat Indiana im US-Repräsentantenhaus.

## Werdegang
William Mitchell besuchte die öffentlichen Schulen seiner Heimat. Nach einem anschließenden Jurastudium und seiner im Jahr 1836 erfolgten Zulassung als Rechtsanwalt begann er in Kendallville (Indiana) in diesem Beruf zu arbeiten. Zwischen 1836 und 1846 war er auch Posthalter dieses Ortes. Gleichzeitig schlug er eine politische Laufbahn ein. Im Jahr 1841 wurde er in das Repräsentantenhaus von Indiana gewählt. Außerdem amtierte er als Friedensrichter.
Später schloss sich Mitchell der 1854 gegründeten Republikanischen Partei an. Bei den Kongresswahlen des Jahres 1860 wurde er im zehnten Wahlbezirk von Indiana in das US-Repräsentantenhaus in Washington, D.C. gewählt, wo er am 4. März 1861 die Nachfolge von Charles Case antrat. Da er im Jahr 1862 dem Demokraten Joseph K. Edgerton unterlag, konnte er bis zum 3. März 1863 nur eine  Legislaturperiode im Kongress absolvieren. Diese war von den Ereignissen des Bürgerkrieges geprägt.
Nach seinem Ausscheiden aus dem US-Repräsentantenhaus arbeitete William Mitchell im Baumwollgeschäft. Er starb am 11. September 1865 in Macon und wurde in Kendallville beigesetzt.